# عامل جي (قياس العمليات النفسية)

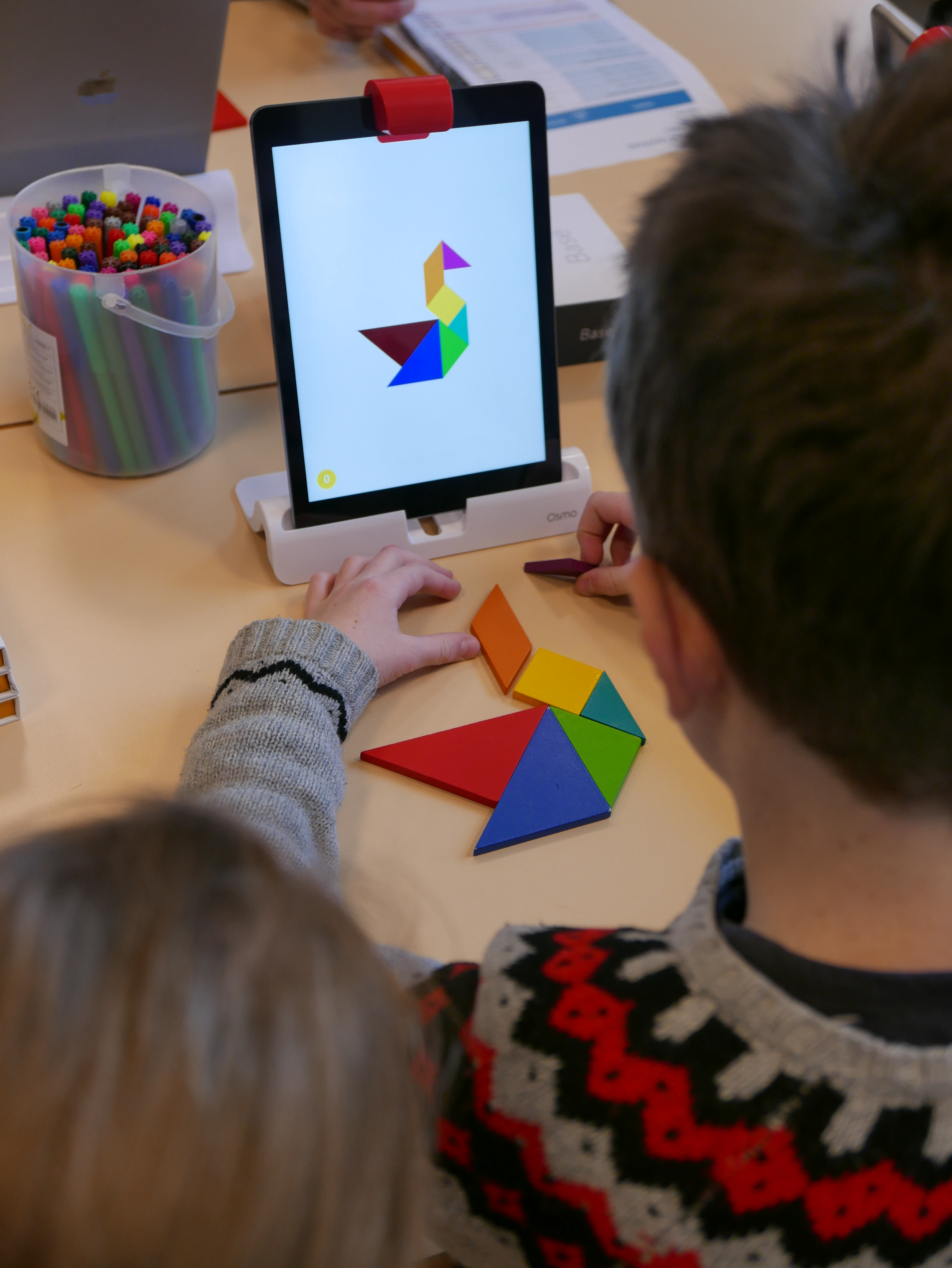
ورشة عمل للأطفال

عامل جي (يُعرف أيضًا باسم الذكاء العام، أو القدرة العقلية العامة أو عامل الذكاء العام) هو مفهوم مطور في الاستقصاءات المتعلقة بقياس العمليات النفسية للقدرات المعرفية والذكاء البشري. يمثل عامل جي أحد المتغيرات التي تنطوي على حالات ارتباط إيجابي بين المهام المعرفية المختلفة، ما يعكس القدرة على مقارنة أداء الفرد في نوع محدد من المهام المعرفية مع أدائه في أنواع أخرى من المهام المعرفية. يمثل العامل جي نموذجيًا 40 إلى 50 في بالمئة من فروقات الأداء بين الأفراد في اختبار معرفي محدد، وتمثل الدرجات المركبة («درجات آي كيو») المستندة إلى عدد من الاختبارات عادة تقديرات مكان الفرد من هذا العامل. غالبًا ما تُستخدم مصطلحات «آي كيو»، والذكاء العام، والقدرة المعرفية العامة، والقدرة العقلية العام وببساطة الذكاء بالتبادل من أجل الإشارة إلى لهذا الجوهر المشترك بين الاختبارات المعرفية. مع ذلك، يمثل عامل جي نفسه مفهومًا رياضيًا بحتًا إذ يشير إلى مستوى الارتباط الملحوظ بين المهام المعرفية. تعتمد القيمة المقاسة لهذا المفهوم على المهام المعرفية المستخدمة، ولا يوجد معلومات كثيرة حول الأسباب الكامنة خلف الارتباطات الملحوظة.
اقتُرح وجود عامل جي لأول مرة من قبل عالم النفس الإنكليزي تشارلز سبيرمان في السنين الأولى من القرن العشرين. لاحظ سبيرمان وجود ارتباط إيجابي بين معدلات أداء الأطفال، عبر المواد المدرسية المختلفة عديمة الصلة مع بعضها البعض، وبرر ذلك بأن هذه الارتباطات قادرة على عكس تأثير القدرة العقلية العامة الكامنة التي دخلت في أداء جميع أنواع المهام العقلية. اقترح سبيرمان إمكانية تصور جميع حالات الأداء العقلية من ناحية القدرة العقلية العامة، التي أطلق عليها رمز جي، بالإضافة إلى العديد من عوامل القدرة المحددة بمهمة معينة. بعد فترة وجيزة من اقتراح سبيرمان وجود العامل جي، عارض غودفري تومسون هذا الاقتراح، إذ قدّم دليلًا على نشوء مثل هذه الارتباطات بين نتائج الاختبار على الرغم من عدم وجود العامل جي. عادة ما تمثل نماذج عامل الذكاء اليوم القدرات المعرفية كتسلسل هرمي ثلاثي المستويات، إذ يشمل ذلك العديد من العوامل المحددة في قاع التسلسل الهرمي، وعددًا أقل من العوامل العامة الأوسع في المستوى المتوسط وعامل جي المفرد في القمة، الذي يمثل التباين المشترك بين جميع المهام المعرفية.
بشكل تقليدي، انصب تركيز أبحاث العامل جي على الاستقصاءات المتعلقة بقياس العمليات النفسية لبيانات الاختبار، مع تركيز خاص على نهج التحليل العاملي. مع ذلك، استندت الأبحاث التجريبية حول طبيعة جي إلى علم النفس المعرفي التجريبي وقياس زمن الأحداث النفسية، وتشريح الدماغ وعلم النفس، وعلم الوراثة الكمي والجزيئي وتطور الرئيسيات. يعتبر بعض العلماء العامل جي عاملًا قياسيًا احصائيًا وغير مثير لأي جدل، ويمكن اعتباره عاملًا معرفيًا عامًا في البيانات المجموعة من السكان في كل ثقافة بشرية تقريبًا. مع ذلك، لا يوجد إجماع على مسببات هذه الارتباطات الإيجابية بين الاختبارات.
أظهرت الأبحاث الجارية في مجال علم الوراثة السلوكي قابلية كبيرة لتوريث العامل جي بين مجموعات السكان المقاسة. أظهر العامل أيضًا عددًا من الارتباطات الحيوية الأخرى، بما في ذلك حجم الدماغ. يُعتبر عامل جي أيضًا مؤشرًا هامًا على الفروقات الفردية في العديد من النتائج الاجتماعية، على وجه التحديد في التعليم والتوظيف. تتضمن غالبية نظريات الذكاء المعاصرة التي تحظى بقبول واسع العامل جي. مع ذلك، يؤكد المنتقدون أن التركيز الكبير على جي في غير محله وقد ينطوي على التقليل من قيمة القدرات الهامة الأخرى. يُشتهر سيتفن جيه غولد باستنكاره مفهوم جي بوصفه مفهومًا داعمًا لوجهة نظر غير واقعية منطوية على مغالطة التجسيم حول الذكاء البشري.

## التشابهات بين المجموعات والفروقات بينها
تشير الدراسات عبر الثقافات إلى إمكانية ملاحظة عامل جي عند تقديم مجموعة من الاختبارات المعرفية المعقدة المتنوعة لدى عينة من البشر. وُجد أيضًا أن بنية العامل في اختبارات «آي كيو» ثابتة عبر الجنسين والمجموعات العرقية في الولايات المتحدة وأماكن أخرى. ثبت أن عامل جي أكثر العوامل ثباتًا بين جميع العوامل المستخدمة في المقارنات عبر الثقافات. على سبيل المثال، عند مقارنة عوامل جي المحوسبة من العينة الموحدة الأمريكية لمجموعة «آي كيو» وكسلر ومن العينات الكبيرة التي أكملت الترجمة اليابانية لنفس المجموعة، كان معامل التطابق 99.، ما يشير إلى مطابقة افتراضية. بشكل مشابه، كان معامل التطابق بين عوامل جي المأخوذة من عينات التوحيد البيضاء والسوداء لمجموعة «دبليو آي إس سي» في الولايات المتحدة 995.، وكان التباين في درجات الاختبار الممثلة بواسطة جي متشابهًا للغاية في كلا المجموعتين. 
تقترح غالبية الدراسات وجود فروقات طفيفة في متوسط مستوى جي بين الجنسين، لكن تقتصر ملاحظة الفروقات الجنسية في القدرات المعرفية على نطاقات ضيقة. على سبيل المثال، يتفوق الذكور عمومًا على الإناث في المهام المكانية، بينما تتفوق الإناث عمومًا على الذكور في المهام اللفظية. تتمثل إحدى الفروقات الأخرى التي أمكن ملاحظتها في العديد من الدراسات في وجود درجة أكبر من التغير لدى الذكور في كل من القدرات العامة والمحددة مقارنة بالإناث، مع وجود عدد أكبر نسبيًا من الذكور في الحدين الأعلى والأدنى من توزيع درجات الاختبار.
أمكن أيضًا ملاحظة فروقات في جي بين المجموعات العرقية والإثنية، على وجه التحديد في الولايات المتحدة بين البيض والسود من المتقدمين للاختبار، على الرغم من تضاؤل هذه الفروقات بشكل كبير مع مر الوقت، إذ يمكن عزوها إلى الأسباب البيئية (وليس الجينية). اقترح بعض الباحثين اعتماد حجم الفجوة في نتائج الاختبار المعرفي بين البيض والسود على حجم متضمنات جي في الاختبار، إذ أظهرت الاختبارات ازدياد حجم الفجوات بازدياد متضمنات جي في الاختبار (انظر فرضية سبيرمان)، بينما انتقد آخرون وجهة النظر هذه لافتقارها أي أساس منهجي. على الرغم من ذلك، لاحظ آخرون استمرار تضاؤل الفجوة بين المجموعتين العرقيتين، على الرغم من زيادة متضمنات جي في مجموعات اختبار «آي كيو». في حين وصلت الفجوة إلى 1.1 انحراف معياري في متوسط «آي كيو» (ما يقارب 16 نقطة) بين الأمريكيين البيض مقابل السود في أواخر ستينيات القرن العشرين، أظهر التحليل المقارن اكتساب الأمريكيين السود 4 إلى 7 نقاط «آي كيو» في الفترة الممتدة بين عامي 1972 و2002 مقارنة بالبيض غير المنحدرين من أصول إسبانية، وأن «فجوة جي بين السود والبيض تراجعت بالتزامن مع فجوة «آي كيو»». في المقابل، تفوق الأمريكيون المنحدرون من أصول شرق آسيوية بشكل طفيف في نتائجهم مقارنة بالأمريكيين البيض. تشير بعض المزاعم إلى إمكانية ملاحظة هذه الاختلافات العرقية والإثنية الملحوظة في الولايات المتحدة عالميًا، لكن تبقى أهمية هذه المزاعم، وأساسها المنهجي ومدى صحتها موضع نزاع.